# Населення Ямайки
Населення Ямайки. Чисельність населення країни 2015 року становила 2,950 млн осіб (139-те місце у світі). Чисельність ямайців стабільно збільшується, народжуваність 2015 року становила 18,16 ‰ (102-ге місце у світі), смертність — 6,7 ‰ (140-ве місце у світі), природний приріст — 0,68 % (148-ме місце у світі) . 

## Природний рух

### Відтворення
Народжуваність на Ямайці, станом на 2015 рік, дорівнює 18,16 ‰ (102-ге місце у світі). Коефіцієнт потенційної народжуваності 2015 року становив 2,01 дитини на одну жінку (121-ше місце у світі). Рівень застосування контрацепції 72,5 % (станом на 2008 рік). Середній вік матері при народженні першої дитини становив 21,2 року, медіанний вік для жінок — 25—29 років (оцінка на 2008 рік).
Смертність на Ямайці 2015 року становила 6,7 ‰ (140-ве місце у світі).
Природний приріст населення в країні 2015 року становив 0,68 % (148-ме місце у світі).

### Вікова структура

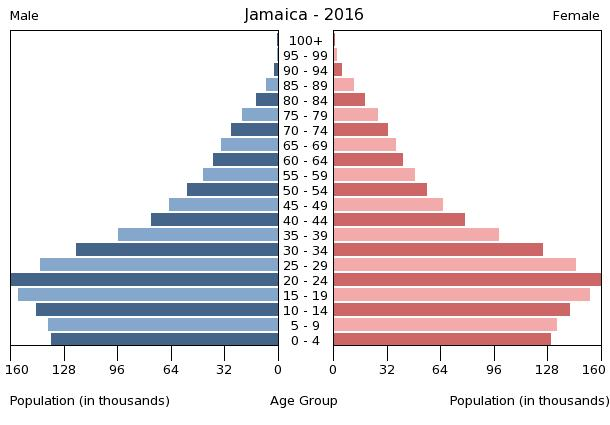
Віково-статева піраміда населення Ямайки, 2015 рік

Середній вік населення Ямайки становить 25,6 року (151-ше місце у світі): для чоловіків — 25,1, для жінок — 26,1 року. Очікувана середня тривалість життя 2015 року становила 73,55 року (127-ме місце у світі), для чоловіків — 71,93 року, для жінок — 75,24 року.
Вікова структура населення Ямайки, станом на 2015 рік, мала такий вигляд:
- діти віком до 14 років — 27,97 % (419 725 чоловіків, 405 573 жінки);
- молодь віком 15—24 роки — 21,46 % (317 873 чоловіки, 315 163 жінки);
- дорослі віком 25—54 роки — 37 % (538 173 чоловіки, 553 486 жінок);
- особи передпохилого віку (55—64 роки) — 5,69 % (81 281 чоловік, 86 713 жінок);
- особи похилого віку (65 років і старіші) — 7,87 % (103 958 чоловіків, 128 265 жінок)[1].

### Шлюбність— розлучуваність
Коефіцієнт шлюбності, тобто кількість шлюбів на 1 тис. осіб за календарний рік, дорівнює 7,5; коефіцієнт розлучуваності — 0,7; індекс розлучуваності, тобто відношення шлюбів до розлучень за календарний рік — 9 (дані за 2011 рік).

## Розселення
Густота населення країни 2015 року становила 257,9 особи/км² (54-те місце у світі). Найбільша густота населення навколо Кінгстона, Монтего-Бея і Порт-Есківела.

### Урбанізація
Ямайка високоурбанізована країна. Рівень урбанізованості становить 54,8 % населення країни (станом на 2015 рік), темпи зростання частки міського населення — 0,9 % (оцінка тренду за 2010—2015 роки).
Головні міста держави: Кінгстон (столиця) — 588,0 тис. осіб (дані за 2015 рік).

### Міграції
Річний рівень еміграції 2015 року становив 4,66 ‰ (191-ше місце у світі). Цей показник не враховує різниці між законними і незаконними мігрантами, між біженцями, трудовими мігрантами та іншими.
Ямайка є членом Міжнародної організації з міграції (IOM).

## Расово-етнічний склад
| Етнічний склад (2011 рік) | Етнічний склад (2011 рік) | Етнічний склад (2011 рік) | Етнічний склад (2011 рік) | Етнічний склад (2011 рік) |
| ------------------------- | ------------------------- | ------------------------- | ------------------------- | ------------------------- |
| Етнос:                    |                           |                           | Відсоток:                 |                           |
| темношкірі                | темношкірі                |                           | 92.1%                     | 92.1%                     |
| мішаного походження       | мішаного походження       |                           | 6.1%                      | 6.1%                      |
| індійці                   | індійці                   |                           | 0.8%                      | 0.8%                      |
| інші                      | інші                      |                           | 1.1%                      | 1.1%                      |

Головні етноси країни: темношкірі — 92,1 %, мішаного походження — 6,1 %, індійці — 0,8 %, інші — 1,1 % населення (оціночні дані за 2011 рік).

## Мови
| Мови Ямайки (2015 рік) | Мови Ямайки (2015 рік) | Мови Ямайки (2015 рік) | Мови Ямайки (2015 рік) | Мови Ямайки (2015 рік) |
| ---------------------- | ---------------------- | ---------------------- | ---------------------- | ---------------------- |
| Мова:                  |                        |                        | Відсоток:              |                        |
| англійська             | англійська             |                        | 100%                   | 100%                   |

Офіційна мова: англійська. Широко вживається ямайське патуа.

## Релігії
| Релігії на Ямайці (2014 рік) | Релігії на Ямайці (2014 рік) | Релігії на Ямайці (2014 рік) | Релігії на Ямайці (2014 рік) | Релігії на Ямайці (2014 рік) |
| ---------------------------- | ---------------------------- | ---------------------------- | ---------------------------- | ---------------------------- |
| Віросповідання:              |                              |                              | Відсоток:                    |                              |
| протестанти                  | протестанти                  |                              | 64.8%                        | 64.8%                        |
| католики                     | католики                     |                              | 2.2%                         | 2.2%                         |
| свідки Єгови                 | свідки Єгови                 |                              | 1.9%                         | 1.9%                         |
| растамани                    | растамани                    |                              | 1.1%                         | 1.1%                         |
| інші                         | інші                         |                              | 6.5%                         | 6.5%                         |
| атеїсти                      | атеїсти                      |                              | 21.3%                        | 21.3%                        |
| агностики                    | агностики                    |                              | 2.3%                         | 2.3%                         |

Головні релігії й вірування, які сповідує, і конфесії та церковні організації, до яких відносить себе населення країни: протестантизм — 64,8 % (адвентизм — 12,0 %, п'ятидесятництво — 11,0 %, Церква Бога — 9,2 %, Церква Бога — 7,2 %, баптизм — 6,7 %, Церква Бога на Ямайці — 4,8 %, Церква Божого пророцтва — 4,5 %, англіканство — 2,8 %, Об'єднана церква — 2,1 %, методизм — 1,6 %, Церква Відродження — 1,4 %, брати вільного духу — 0,9 %, чеські брати — 0,7 %), римо-католицтво — 2,2 %, свідки Єгови — 1,9 %, растафаріанство — 1,1 %, інші — 6,5 %, не сповідують жодної — 21,3 %, не визначились — 2,3 % (станом на 2011 рік).

## Освіта
Рівень письменності 2015 року становив 88,7 % дорослого населення (віком від 15 років): 84 % — серед чоловіків, 93,1 % — серед жінок.
Державні витрати на освіту становлять 6 % ВВП країни, станом на 2014 рік (40-ве місце у світі).

## Охорона здоров'я
Забезпеченість лікарями у країні на рівні 0,41 лікаря на 1000 мешканців (станом на 2008 рік). Забезпеченість лікарняними ліжками у стаціонарах — 1,7 ліжка на 1000 мешканців (станом на 2012 рік). Загальні витрати на охорону здоров'я 2014 року становили 5,4 % ВВП країни (114-те місце у світі).
Смертність немовлят до 1 року, станом на 2015 рік, становила 13,37 ‰ (112-те місце у світі); хлопчиків — 13,93 ‰, дівчаток — 12,78 ‰. Рівень материнської смертності 2015 року становив 89 випадків на 100 тис. народжень (65-те місце у світі).
Ямайка входить до складу ряду міжнародних організацій: Міжнародного руху (ICRM) і Міжнародної федерації товариств Червоного Хреста і Червоного Півмісяця (IFRCS), Дитячого фонду ООН (UNISEF), Всесвітньої організації охорони здоров'я (WHO).

### Захворювання
Станом на серпень 2016 року в країні зареєстровано випадки зараження вірусом Зіка через укуси комарів Aedes, переливання крові, статевим шляхом, під час вагітності.
2014 року зареєстровано 29,4 тис. хворих на СНІД (71-ше місце у світі), це 1,62 % населення в репродуктивному віці 15—49 років (31-ше місце у світі). Смертність 2014 року від цієї хвороби становила 1,3 тис. осіб (62-ге місце у світі).
Частка дорослого населення з високим індексом маси тіла 2014 року становила 26,8 % (67-ме місце у світі); частка дітей віком до 5 років зі зниженою масою тіла становила 2,5 % (оцінка на 2012 рік). Ця статистика показує як власне стан харчування, так і наявну/гіпотетичну поширеність різних захворювань.

### Санітарія
Доступ до облаштованих джерел питної води 2015 року мало 97,5 % населення в містах і 89,4 % в сільській місцевості; загалом 93,8 % населення країни. Відсоток забезпеченості населення доступом до облаштованого водовідведення (каналізація, септик): в містах — 79,9 %, в сільській місцевості — 84,1 %, загалом по країні — 81,8 % (станом на 2015 рік). Споживання прісної води, станом на 2009 рік, дорівнює 0,93 км³ на рік, або 369,9 тонни на одного мешканця на рік: з яких 32 % припадає на побутові, 16 % — на промислові, 52 % — на сільськогосподарські потреби.

## Соціально-економічне становище
Співвідношення осіб, що в економічному плані залежать від інших, до осіб працездатного віку (15—64 роки) загалом становить 48,6 % (станом на 2015 рік): частка дітей — 35 %; частка осіб похилого віку — 13,6 %, або 7,4 потенційно працездатного на 1 пенсіонера. Загалом ці показники характеризують рівень потреби державної допомоги в секторах освіти, охорони здоров'я та пенсійного забезпечення, відповідно. За межею бідності 2009 року перебувало 16,5 % населення країни. Розподіл доходів домогосподарств у країні має такий вигляд: нижній дециль — 2,1 %, верхній дециль — 35,8 % (станом на 2004 рік).
Станом на 2013 рік, у країні 200 тис. осіб не має доступу до електромереж; 93 % населення має доступ, в містах цей показник дорівнює 98 %, у сільській місцевості — 87 %. Рівень проникнення інтернет-технологій середній. Станом на липень 2015 року в країні налічувалось 1,274 млн унікальних інтернет-користувачів (109-те місце у світі), що становило 43,2 % загальної кількості населення країни.

### Трудові ресурси
Загальні трудові ресурси 2015 року становили 1,308 млн осіб (135-те місце у світі). Зайнятість економічно активного населення у господарстві країни розподіляється таким чином: аграрне, лісове і рибне господарства — 17 %; промисловість і будівництво — 19 %; сфера послуг — 64 % (станом на 2006 рік). 38,51 тис. дітей у віці від 5 до 14 років (6 % загальної кількості) 2005 року були залучені до дитячої праці. Безробіття 2015 року дорівнювало 14 % працездатного населення, 2014 року — 14,2 % (149-те місце у світі); серед молоді у віці 15—24 років ця частка становила 37,8 %, серед юнаків — 30 %, серед дівчат — 48,1 % (20-те місце у світі).

## Кримінал

### Наркотики

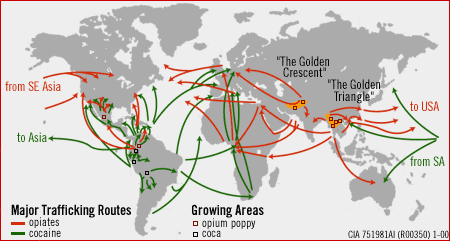
Світові маршрути наркотрафіку

Перевалочний пункт для кокаїну з Південної до Північної Америки і Європи; нелегальне вирощування і споживання марихуани; уряд проводить активну боротьбу з культивуванням наркотичних рослин; корупція залишається серйозною проблемою, разом із відмиванням грошей; колумбійські картелі використовують Ямайку для незаконних фінансових операцій.

### Торгівля людьми
Згідно зі щорічною доповіддю про торгівлю людьми (англ. Trafficking in Persons Report) Управління з моніторингу та боротьби з торгівлею людьми Державного департаменту США, уряд Ямайки докладає значних зусиль у боротьбі з явищем примусової праці, сексуальної експлуатації, незаконною торгівлею внутрішніми органами, але законодавство відповідає мінімальним вимогам американського закону 2000 року щодо захисту жертв (англ. Trafficking Victims Protection Act’s) не повною мірою, країна перебуває у списку другого рівня.

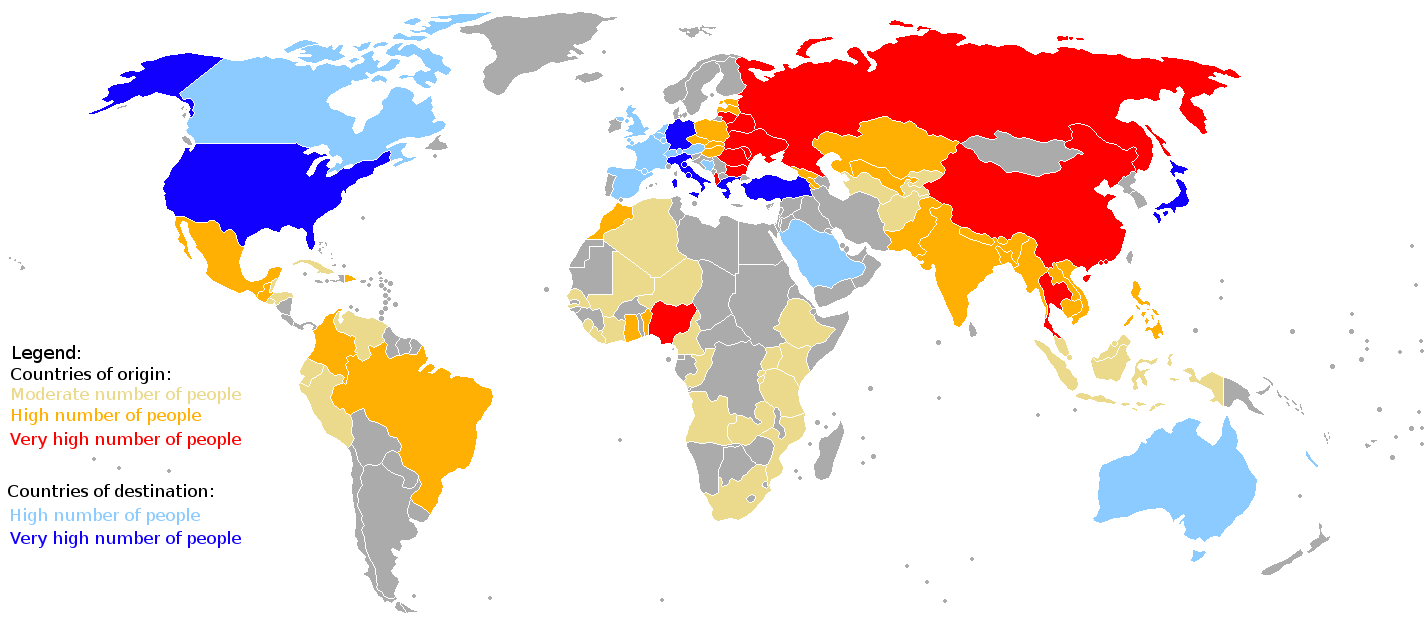
Країни-донори (червоний) і країни-реципієнти кримінальних потоків  (англ.)
Глобальна боротьба з торгівлею людьми (англ.)

## Гендерний стан
Статеве співвідношення (оцінка 2015 року):
- при народженні — 1,05 особи чоловічої статі на 1 особу жіночої;
- у віці до 14 років — 1,04 особи чоловічої статі на 1 особу жіночої;
- у віці 15—24 років — 1,01 особи чоловічої статі на 1 особу жіночої;
- у віці 25—54 років — 0,97 особи чоловічої статі на 1 особу жіночої;
- у віці 55—64 років — 0,94 особи чоловічої статі на 1 особу жіночої;
- у віці за 64 роки — 0,81 особи чоловічої статі на 1 особу жіночої;
- загалом — 0,98 особи чоловічої статі на 1 особу жіночої[1].

## Демографічні дослідження
Демографічні дослідження в країні ведуться рядом державних і наукових установ:

### Українською
- Атлас. 10—11 клас. Економічна і соціальна географія світу / упорядники :  О. Я. Скуратович, Н. І. Чанцева. — К. : ДНВП «Картографія», 2010. — ISBN 978-966-475-639-3.
- Атлас світу / голов. ред. І. С. Руденко ; зав. ред. В. В. Радченко ; відп. ред. О. В. Вакуленко. — К. : ДНВП «Картографія», 2005. — 336 с. — ISBN 9666315467.
- Безуглий В. В. Економічна і соціальна географія зарубіжних країн : Навчальний посібник. — К. : ВЦ «Академія», 2007. — 704 с. — ISBN 978-966-580-239-6.
- Безуглий В. В., Козинець С. В. Регіональна економічна і соціальна географія світу : Навчальний посібник. — видання 2-ге, доп., перероб. — К. : ВЦ «Академія», 2007. — 688 с. — ISBN 966-580-144-9.
- Головченко В. І., Кравчук О. Країнознавство: Азія, Африка, Латинська Америка, Австралія і Океанія. — К., 2006. — 335 с. — ISBN 966-8939-04-2.
- Гудзеляк І. І. Географія населення: Навчальний посібник / І. Гудзеляк. — Л. : Видавничий центр ЛНУ імені Івана Франка, 2008. — 232 с. — ISBN 978-966-613-599-8.
- Дахно І. І. Країни світу: Енциклопедичний довідник / І. І. Дахно, С. М. Тимофієв. — К. : Мапа, 2011. — 606 с. — (Бібліотека нового українця) — ISBN 978-966-8804-23-6.
- Дахно І. І. Економічна географія зарубіжних країн : навчальний посібник. — К. : Центр учбової літератури, 2014. — 319 с. — ISBN 978-611-01-0682-5.
- Джаман В. О. Регіональні системи розселення: демографічні аспекти. — Чернівці : Рута, 2003. — 392 с. — ISBN 9665685988.
- Дорошенко Л. С. Демографія: Навчальний посібник. — К. : МАУП, 2005. — 112 с. — ISBN 966-608-442-2.
- Дубович І. А. Країнознавчий словник-довідник. — 5-те вид., перероб. і доп. — К. : Знання, 2008. — 839 с. — ISBN 978-966-346-330-8.
- Економічна і соціальна географія країн світу. Навчальний посібник / За ред. Кузика С. П. — Л. : Світ, 2002. — 672 с. — ISBN 966-603-178-7.
- Загальна медична географія світу / В. О. Шевченко [та ін.] — К. : [б.в.], 1998. — 178 с.
- Книш М. М., Мамчур О. І. Регіональна економічна і соціальна географія світу (Латинська Америка та Карибські країни, Африка, Азія, Океанія) : навч. посіб. — Л. : ЛНУ ім. Івана Франка, 2013. — 368 с. — ISBN 978-617-10-0007-0.
- Крисаченко В. С. Динаміка населення: Популяційні, етнічні та глобальні виміри. — К. : Видавництво Національного інституту стратегічних досліджень, 2005. — 368 с. — ISBN 966-554-083-1.
- Кузик С. П., Книш М. М. Економічна і соціальна географія країн Америки : навч. посіб. — Л. : ЛНУ ім. Івана Франка, 1999. — 299 с. — ISBN 966-613-026-2.
- Любіцева О. О., Мезенцев К. В., Павлов С. В. Географія релігій. — К. : АртЕК, 1999. — 504 с. — ISBN 966-505-006-0.
- Масляк П. О. Країнознавство. — К. : Знання, 2007. — 292 с. — (Вища освіта XXI століття)
- Масляк П. О., Дахно І. І. Економічна і соціальна географія світу / П. О. Масляк, І. І. Дахно ; за ред. П. О. Масляка. — К. : Вежа, 2003. — 280 с. — ISBN 966-7091-53-8.

### Російською
- (рос.) Ямайка // Демографический энциклопедический словарь / главн. ред. Валентей Д. И. — М. : Советская энциклопедия, 1985. — 608 с.
- (рос.) Ямайка // Латинская Америка. Энциклопедический справочник [в 2-х тт.] / Главный редактор В. В. Вольский. — М. : Советская энциклопедия, 1982. — Т. 2. К-Я. — 656 с.
- (рос.) Ямайка // Страны и народы. Америка. Общий обзор Латинской Америки. Средняя Америка / Редкол. : отв. ред. В. В. Вольский, Я. Г. Машбиц и др. — М. : «Мысль», 1981. — 333 с. — (Страны и народы) — 180 тис. прим.
- (рос.) Атлас народов мира / Отв. ред. С. И. Брук и В. С. Апенченко. — М. : ГУГК ГГК СССР и Институт этнографии им. Н. Н. Миклухо-Маклая АН СССР, 1964. — 185 с. — 20 тис. прим.
- (рос.) Численность и расселение народов мира. Этнографические очерки / под ред. С. И. Брука. — М. : Издательство АН СССР, 1962. — 487 с.
- (рос.) Лаппо Г. М. География городов: Учебное пособие для географических факультетов вузов. — М. : Туманит, изд. центр ВЛАДОС, 1997. — 476 с. — ISBN 5-691-00047-0.
- (рос.) Ягельский А. География населения. — М. : Прогресс, 1980. — 383 с.